# Raționament logic
Raționamentul ca act inferențial care extrage o concluzie dată dintr-un set de premise nu poate fi decât logic sub aspect formal, în sensul utilizării procedurilor de analizare a premizelor și extragere a concluziei prin silogism. Dar raționamentul poate fi corect logic și fals factual, ca derivare de consecință, atunci când un set de premize este compatibil cu mai multe inferențe diferite.
Spre exemplu putem raționa că va ploua dacă timpul e noros și începe să fulgere, dar nu întotdeauna după asemenea manifestări meteo urmează ploaia.
Putem raționa că dacă două obiecte sunt aparent identice sau foarte asemănătoare aspectual au și proprietăți sau funcții asemănătoare, raționament fals dacă nu avem dovezi că și structurile interne ale celor două obiecte sunt identice sau asemănătoare.
Raționamentul este un proces de extragere a unei informații implicite dintr-un set de propoziții și explicitarea ei prin acțiuni comparante, corelante sau inferențiale. Raționamentul generează proceduri argumentante de posibilitate sau de necesitate, după cum poate elabora și strategii demonstrante a unor afirmații sau a opusului acestora.